# Druga operativna cona
Druga operativna cona (tudi II. operativna cona ali Notranjska operativna cona - do maja 1943 ali Gorenjska operativna cona - po juniju 1943) je bila ustanovljena z ukazom Glavnega poveljstva NOV in PO Slovenije dne 11. decembra 1942.

## Ustanovitev in delovanje cone

### Notranjska operativna cona
Drugo operativno cono so ustanovili 11. decembra 1942; poveljevala sta ji komandant Ivan Kavčič in politični komisar France Popit. Obsegala je območje Notranjske do železniške proge Ljubljana - Trst; podrejeni so ji bili Tomšičeva (do konca decembra) in Šercerjeva brigada ter Notranjski odred. Pod poveljstvom štaba cone sta enoti napadali manjše sovražnikove postojanke ter s svojo dejavnostjo zavirale razvoj vaških straž, ki so se širile po nekaterih notranjskih vaseh. Napadli sta tudi železniško progo Ljubljana - Trst. Dejavnost Šercerjeve brigade je bila v veliko pomoč skupini treh slovenskih in eni hrvaški brigadi, ki so bile v partizanski protiofenzivi na Dolenjskem. Ko so tudi Šercerjevo brigado začasno dodelili I. operativni coni, pozneje pa razpustili še Notranjski odred, je maja 1942 II. operativna cona prenehala obstajati.

### Gorenjska operativna cona
Drugo operativno cono so na novo oblikovali 24. junija 1943 za Gorenjsko (brez kamniškega območja) in zahodni del Koroške. Poveljevala sta ji komandant  Pero Popivoda in politični komisar Jože Brilej. Ko so sredi julija 1943 po obsežni mobilizaciji novincev ustanovili Prešernovo brigado, ki se je kmalu po ustanovitvi premaknila v sestavo 14. divizije na Notranjsko, na Gorenjskem pa je ostal le Gorenjski odred, je štab cone v prvi polovici avgusta 1944 prenehal obstajati.

## Komandanta cone
- Ivan Kavčič
- Pero Popivoda

## Politična komisarja cone
- France Popit
- Jože Brilej